# Matiloxis cubalis
Matiloxis cubalis är en fjärilsart som beskrevs av William Schaus 1916. Matiloxis cubalis ingår i släktet Matiloxis och familjen nattflyn. Inga underarter finns listade i Catalogue of Life.